# 裸五角瓜参属
裸五角瓜参属（学名：Acolochirus）为瓜参科的一个属。现为Plesiocolochirus Cherbonnier, 1946的异名。

## 下级分类
本属包括以下物种：
- 裸五角瓜参 Acolochirus inornatus (Marenzeller)